# پابلو کونیو
پابلو کونیو (انگلیسی: Pablo Couñago؛ زادهٔ ۹ اوت ۱۹۷۹) بازیکن فوتبال اهل اسپانیا است.
از باشگاه‌هایی که در آن بازی کرده‌است می‌توان به باشگاه فوتبال کریستال پالاس، باشگاه فوتبال نومانسیا، باشگاه فوتبال رکریتیوو اوئلوا، باشگاه ورزشی کیتچی، باشگاه فوتبال ایپسویچ تاون، باشگاه فوتبال سلتاویگو، و باشگاه فوتبال مالاگا اشاره کرد.
وی همچنین در تیم‌های ملی فوتبال زیر ۱۶ سال اسپانیا، زیر ۱۷ سال اسپانیا، زیر ۱۸ سال اسپانیا، زیر ۲۰ سال اسپانیا، زیر ۲۱ سال اسپانیا، و Galicia national football team بازی کرده‌است.